# Giulia Grisi
Giulia Grisi (Milano, 22 maggio 1811 – Berlino, 29 novembre 1869) è stata un soprano italiano, sorella minore del mezzosoprano Giuditta Grisi, cugina della ballerina Carlotta Grisi e nipote di Giuseppina Grassini.

## Biografia

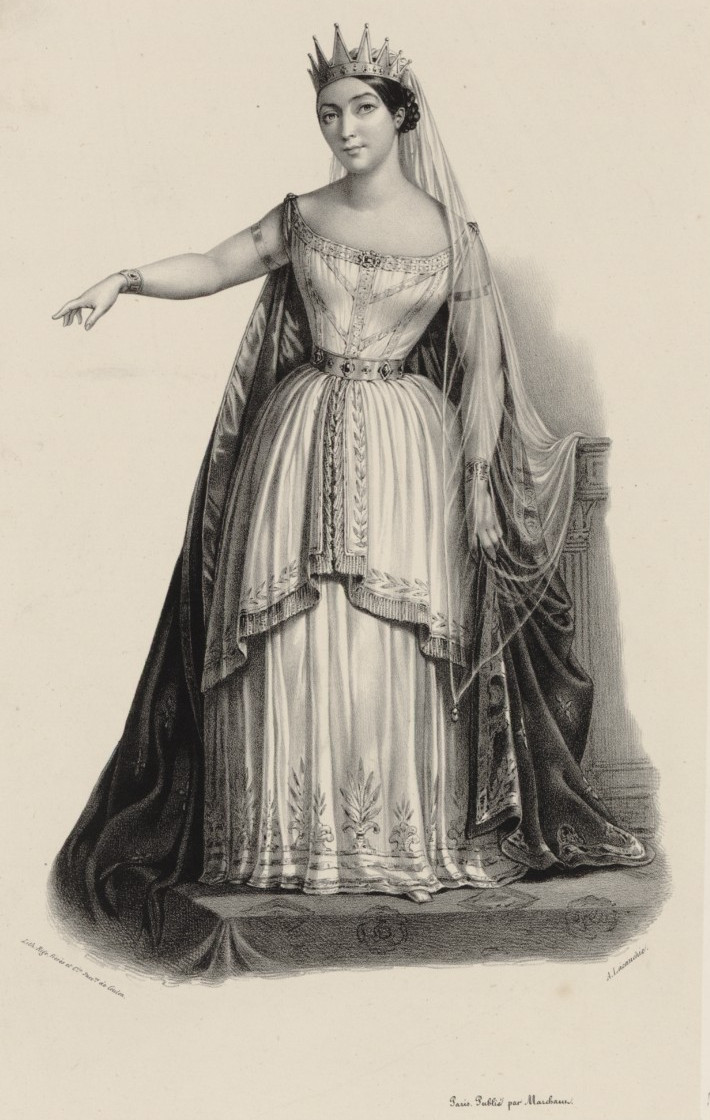
Ritratto di Giulia Grisi nei panni di Semiramide, anni 1830

Figlia di un ufficiale napoleonico, Giulia Grisi nacque in una famiglia di solide tradizioni musicali: la sua zia materna Giuseppina Grassini (1773–1850) era stata un'applaudita cantante, così come sua madre e sua sorella maggiore, Giuditta, che sarebbe stata il primo Romeo ne I Capuleti e i Montecchi di Bellini, mentre sua cugina Carlotta fu una famosa ballerina e la prima interprete di Giselle.
Anche Giulia venne educata alla musica, studiando con Marco Aurelio Marliani e facendo il suo debutto nel ruolo di Emma nella Zelmira di Gioachino Rossini a Bologna nel 1828. Sia Rossini sia Bellini ebbero modo di notarla e di apprezzare le sue doti, e a Milano Giulia fu la prima Adalgisa nella Norma di Bellini, al fianco di Giuditta Pasta nel ruolo della protagonista. La Grisi cantò quindi a Parigi nel 1832 nella Semiramide di Rossini, con grande successo; nel 1834 fece il suo debutto a Londra nel ruolo di Ninetta ne La gazza ladra, quindi, di nuovo a Parigi, nel 1835 fu la prima Elvira ne I puritani di Bellini e la prima Elena ne Marin Faliero di Donizetti al Théâtre-Italien. Nel 1842 Donizetti scrisse le parti di Norina ed Ernesto nel Don Pasquale appositamente per la Grisi e il tenore Giovanni Matteo De Candia, noto anche con il nome d'arte di Mario, che era divenuto il compagno della cantante.

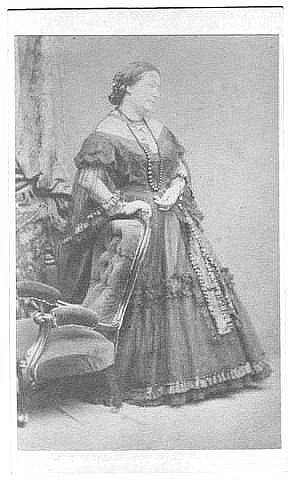
Giulia Grisi nel 1860 circa

Voce da soprano drammatico d’agilità, mantenne la sua posizione di primo piano nei teatri europei per trent'anni, cantando al fianco di artisti quali Luigi Lablache, Giovanni Battista Rubini, Antonio Tamburini e lo stesso Mario. Nel 1854 assieme a quest'ultimo andò in tournée negli Stati Uniti.
Aveva sposato nel 1836 il visconte Gérard de Melcy, che si era poi rifiutato di concederle il divorzio, facendosi pagare per tutta la vita di lei una cospicua provvigione. La separazione avvenne però quasi subito e la Grisi si legò a lord Castlereigh jr. dal quale ebbe un figlio, che il Lord riconobbe ed avviò alla carriera militare. Nel 1840 o nel 1841, cessata la relazione con Castlereigh, si unì a Mario, di cui, pur non potendolo sposare, fu la compagna per tutta la vita. Ebbe da lui sei figlie femmine (tre morte bambine). Mario proveniva da una nobile famiglia, e la coppia si spostava tra Parigi, Londra, Pietroburgo. Pur mantenendo casa a Parigi, i due stettero anche nella principesca Villa Salviati a Fiesole, che Mario acquistò nel 1852 da un Arthur Vansittart per 11.211 sterline, cambiate in 50.450 "Leopoldoni" o "francesconi"  toscani.
Durante un viaggio in treno verso San Pietroburgo nel 1869, la Grisi e Mario rimasero coinvolti in un incidente presso Berlino. Raggiunsero Berlino a piedi. Qui la Grisi, per lo spavento e il freddo di quell'avventura, si ammalò e circa un mese dopo, mentre Mario era a Pietroburgo, morì. La salma fu fatta portare dal compagno a Parigi e fu sepolta nel cimitero di Père-Lachaise.
Una delle figlie della Grisi e di Mario, Cecilia Maria de Candia, fu biografa del padre, ancorché piuttosto fantasiosa, nella misura in cui si basa su racconti del genitore.

## Ruoli creati
- Lauretta in Lo sposo di provincia di Mililotti (1829, Bologna)
- Zulima in L'Ullà di Bassora di Strepponi (1831, Milano)
- Evelina in Enrico di Monfort di Coccia (1831, Milano)
- Adalgisa in Norma di Bellini (1831, Milano)
- Adelia in Ugo, Conte di Parigi di Donizetti (1832, Milano)
- Elvira ne I puritani di Bellini (1835, Parigi)
- Elena in Marin Faliero di Donizetti (1835, Parigi)
- Amelia d'Edelreich ne I briganti di Mercadante (1836, Parigi)
- Mathilde in Malek-Adel di Costa (1837, Londra)
- Alice Ford in Falstaff di Balfe (1838, Londra)
- Norina in Don Pasquale di Donizetti (1842, Parigi)

## Repertorio (parziale)
| Ruolo                        | Titolo                         | Compositore |
| ---------------------------- | ------------------------------ | ----------- |
| Adalgisa Norma               | Norma                          | Bellini     |
| Amina                        | La sonnambula                  | Bellini     |
| Giulietta Capuleti           | I Capuleti e i Montecchi       | Bellini     |
| Elvira                       | I puritani                     | Bellini     |
| Beatrice                     | Beatrice di Tenda              | Bellini     |
| Alaide                       | La straniera                   | Bellini     |
| Imogene                      | Il pirata                      | Bellini     |
| Giovanna Seymour Anna Bolena | Anna Bolena                    | Donizetti   |
| Adelia                       | Ugo, conte di Parigi           | Donizetti   |
| Elena                        | Marin Faliero                  | Donizetti   |
| Lucrezia Borgia              | Lucrezia Borgia                | Donizetti   |
| Norina                       | Don Pasquale                   | Donizetti   |
| Maria                        | Maria di Rohan                 | Donizetti   |
| Parisina                     | Parisina                       | Donizetti   |
| Gemma di Vergy               | Gemma di Vergy                 | Donizetti   |
| Fausta                       | Fausta                         | Donizetti   |
| Leonora                      | La favorita                    | Donizetti   |
| Isabella                     | Roberto il diavolo             | Meyerbeer   |
| Valentina                    | Gli ugonotti                   | Meyerbeer   |
| Berta Fidès                  | Il profeta                     | Meyerbeer   |
| Donna Anna                   | Don Giovanni                   | Mozart      |
| Susanna                      | Le nozze di Figaro             | Mozart      |
| Pamina                       | Il flauto magico               | Mozart      |
| Dorliska                     | Torvaldo e Dorliska            | Rossini     |
| Rosina                       | Barbiere di Siviglia           | Rossini     |
| Amenaide                     | Tancredi                       | Rossini     |
| Zoraide                      | Ricciardo e Zoraide            | Rossini     |
| Semiramide                   | Semiramide                     | Rossini     |
| Desdemona                    | Otello                         | Rossini     |
| Ninetta                      | La gazza ladra                 | Rossini     |
| Elena                        | La donna del lago              | Rossini     |
| Lucrezia Contarini           | I due Foscari                  | Verdi       |
| Leonora                      | Il trovatore                   | Verdi       |
| Elvira                       | Ernani                         | Verdi       |
| Giselda                      | I Lombardi alla prima crociata | Verdi       |